# Otto Voss (Mediziner, 1902)

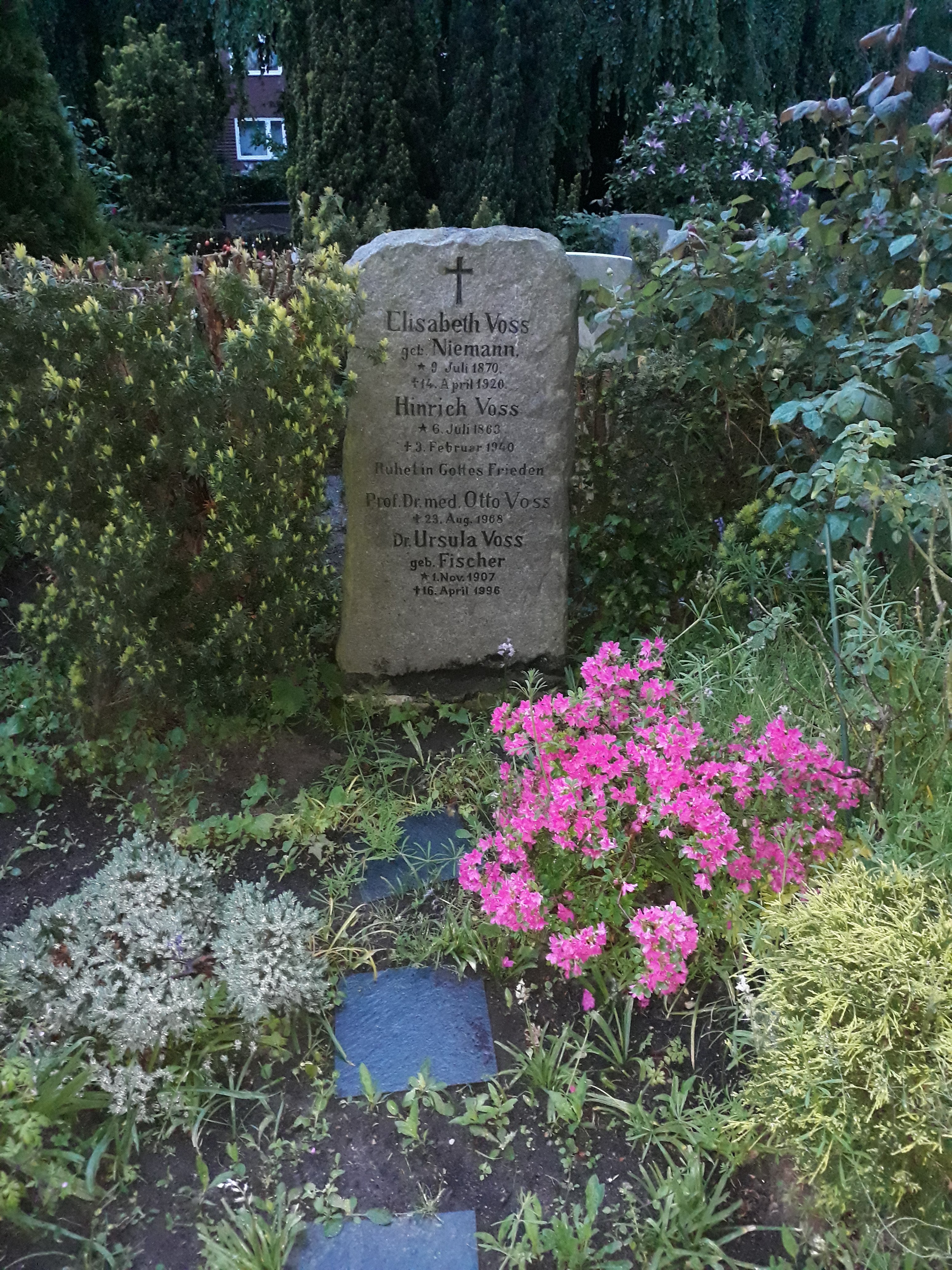
Das Grab von Otto Voss und seiner Ehefrau Ursula geborene Fischer auf dem Friedhof Bernadottestraße in Hamburg

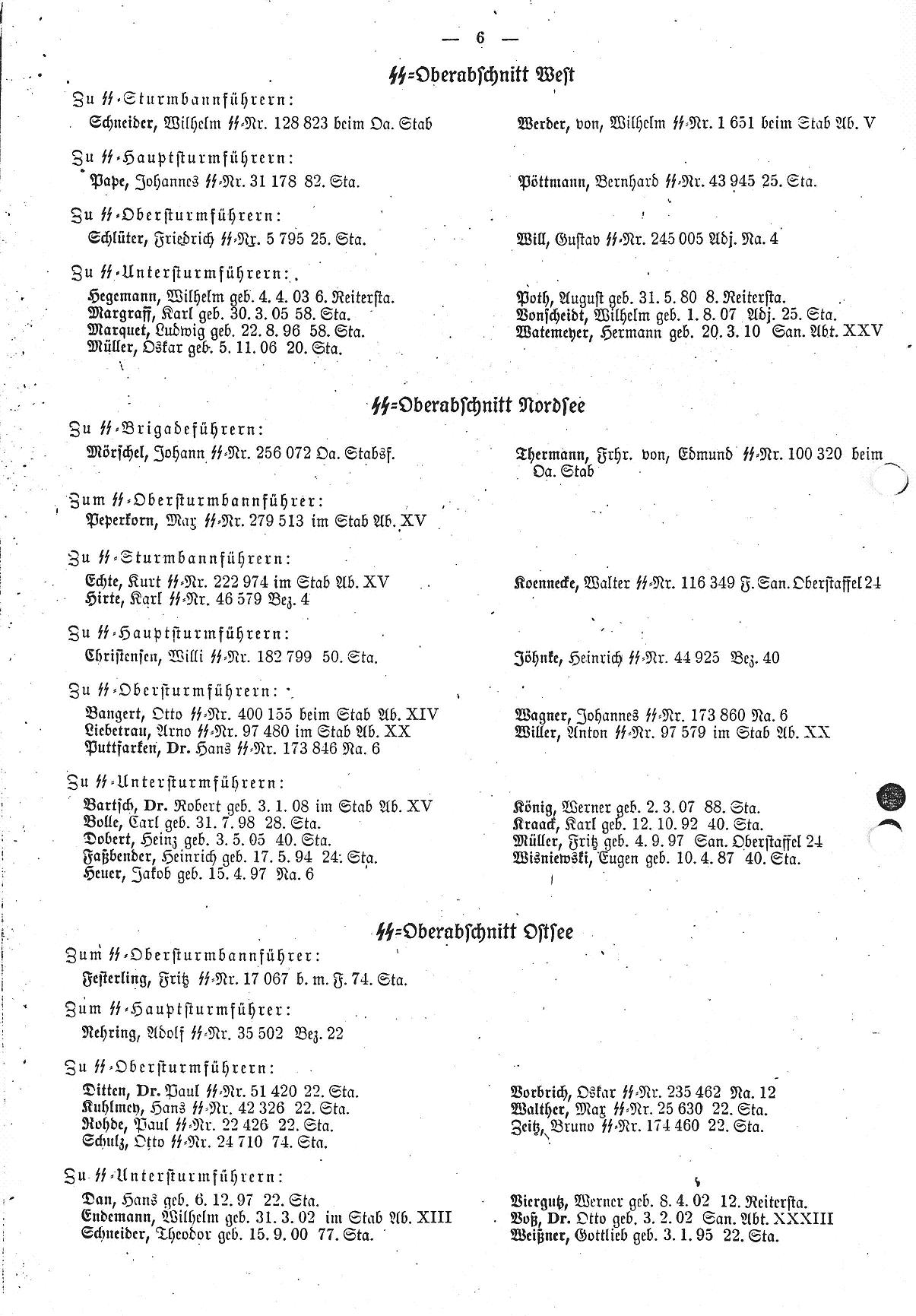
Beförderung zum SS-Untersturmführer an Hitlers Geburtstag 1942 im SS-Verordnungsblatt

Hinrich Otto Voss, auch Voß (* 3. Februar 1902 in Altona; † 23. August 1968 in Hamburg) war ein deutscher Neurochirurg und Hochschullehrer an der Universität Rostock.

Nach dem Abitur am Christianeum in Altona studierte Voss 1920 bis 1925 Medizin an den Universitäten Tübingen, Kiel, München und Hamburg bis zur Promotion 1926. Er wurde im WS 1920/1921 Mitglied der Tübinger Burschenschaft Derendingia. 1926/27 war er Volontärassistent, dann planmäßiger Assistent am Physiologischen Institut in Tübingen und Berlin, 1928/29 planmäßiger Assistent in Köln. Von 1929 bis 1931 war er planmäßiger ao. Assistent an der Chirurgischen Klinik der Universität Frankfurt am Main, von 1931 bis 1937 Assistent, ab 1933 Facharzt und Privatdozent für Chirurgie an der Chirurgischen Klinik der Universität Hamburg. Ab 1935 leitete er dort die Neurochirurgische Abteilung der Nervenklinik. Von 1938 bis 1945 wirkte er als Zweiter Oberassistent und Privatdozent, ab 1939 Zweiter Oberarzt, ab 1940 als apl. Professor und stellvertretender Klinikdirektor an der Universität Rostock. 
Voss trat am 1. Mai 1933 in die NSDAP ein, im August 1933 in die SS (Unterscharführer) und im November 1933 unterzeichnete er das Bekenntnis der deutschen Professoren zu Adolf Hitler. Seit 1933 war er Vertrauensarzt im Amt für Volksgesundheit der Gauleitung Hamburg. In Rostock kam es 1939/40 durch den Gauleiter Friedrich Hildebrandt zu einem Verfahren vor dem NSDAP-Parteigericht wegen Karrierestreitigkeiten unter den Klinikärzten, das letztlich wegen des Krieges eingestellt worden ist.

## Schriften
- Beiträge zur Klinik des Morbus Basedow. vogel, Berlin 1934.
- Die Chirurgie der Schädelbasisfrakturen. Barth, Leipzig 1936.